# ウェルツアニメーションスタジオ
株式会社ウェルツアニメーションスタジオは、3DCG、2Dモーショングラフィックを用いた映像の企画・制作、またゲームなどのデジタルコンテンツ作品の制作を主な事業内容とする日本の企業。

## 会社の概要
社名の由来社名は前身の会社、ワールド食通サービスの「W」、その創業者である平沼正植の「植」、そして「ウェルネス」という3つの言葉に由来している。
立体映像2008年、立体視の技術を用いて3Dアニメーション『アルトとふしぎな海の森〜TestDrive〜』を企画・製作。

## 沿革
- 2001年(平成13年)　ワールド食通サービス株式会社マルチメディア事業部として「ウェルツアニメーションスタジオ」を発足
- 2005年(平成17年)　ワールド食通サービス株式会社より分社、有限会社ウェルツアニメーションスタジオを設立
- 2006年(平成18年)　株式会社ウェルツアニメーションスタジオに組織変更